# Xanthorhamnina
Xanthorhamnina es un compuesto químico. Puede aislarse a partir de bayas de espino cerval (Rhamnus catharticus).
La aglicona de xanthoramnina es ramnetina.